# Neolophonotus rhodesii
Neolophonotus rhodesii är en tvåvingeart som först beskrevs av Ricardo 1920.  Neolophonotus rhodesii ingår i släktet Neolophonotus och familjen rovflugor.
Artens utbredningsområde är Zimbabwe. Inga underarter finns listade i Catalogue of Life.